# جون إدوارد جونز

جون إدوارد جونز

وهو سياسي أمريكي كان الحاكم الثامن على ولاية نيفادا الأمريكية ولد جون إدوارد جونز في 5 كانون الأول - ديسمبر من سنة 1840 في ويلز انتقل جونز في سنة 1869 إلى ولاية نيفادا بغرض التعدين كان جون إدوارد جونز قد شغل منصب حاكم ولاية نيفادا في 7 كانون الثاني - يناير من سنة 1895 حيث توفي في منصبه كحاكم للولاية في 10 نيسان - ابريل من سنة 1896.